# Wielka smuta

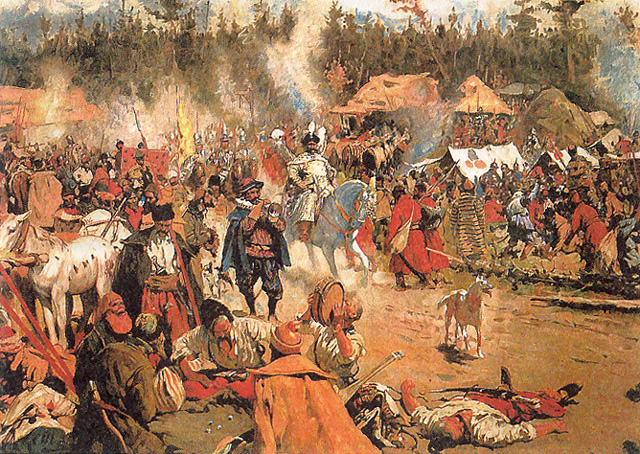
W czasach smuty, Siergiej Iwanow

Wielka smuta (ros. Смутное время, Smutnoje wriemia, burzliwy czas, czas zamętu) – okres kryzysu Carstwa Rosyjskiego obejmujący okres od śmierci ostatniego cara z dynastii Rurykowiczów w 1598 do objęcia tronu przez dynastię Romanowów w roku 1613, który łączy się w sferze politycznej: z intrygami uzurpatorów pragnących przejąć tron oraz interwencją wojsk polskich i szwedzkich, ale także z klęskami żywiołowymi (klęska głodu w latach 1601–1603) i kryzysem społeczno-gospodarczym.

## Przebieg zdarzeń
Po śmierci Fiodora (ostatniego z Rurykowiczów) i kilkumiesięcznym bezkrólewiu w 1598 na cara wybrano Borysa Godunowa.
Po śmierci Godunowa (1605) carem został jego syn Fiodor II. Fiodor rządził – regentką została mianowana jego matka i jednocześnie wdowa po Borysie, Maria – tylko dwa miesiące. Fiodor i Maria zostali zabici w trakcie zamieszek, jakie wybuchły, gdy oddziały Dymitra I Samozwańca zbliżały się do Moskwy (a sam „syn” Iwana Groźnego stacjonował w Tule).
Dymitr Samozwaniec I (1605–1606) zadeklarował pokojowe panowanie, zniósł karę śmierci, a swoim przeciwnikom udzielił amnestii. Chciał zorganizować wyprawę wojenną przeciwko Tatarom krymskim i szukał w tym celu sojuszników. Odmówił poselstwu polskiemu Zygmunta III Wazy przekazania ziem smoleńskiej i siewierskiej w zamian za pomoc w zamierzonej wojnie. Ożenił się z Polką Maryną Mniszchówną, która przybyła z dużym orszakiem i ojcem (wojewodą sandomierskim) do Moskwy, po czym uznana została za carową. Według historyków polska załoga nie zawsze zachowywała się godnie. Rosyjscy bojarzy wzniecili więc antypolskie powstanie, podczas którego Dymitr Samozwaniec I i 2000 jego popleczników, głównie Polaków, zostało zabitych, a wojewoda Mniszech z córką internowani poza Moskwą.
Kolejnym carem obwołany został wtedy przywódca spisku, bojar Wasyl Szujski (1606–1610). W Rosji utrzymywał się jednak nadal silny kryzys gospodarczy i anarchia. W jego wyniku wybuchło wielkie antyfeudalne powstanie chłopskie pod przywództwem Iwana Bołotnikowa. W tym zamieszaniu pojawił się kolejny pretendent do tronu Dymitr Samozwaniec II, którego zwolennicy zbrojnie wystąpili przeciwko carowi. Wówczas Szujski zawarł pakt ze Szwecją, otrzymując wsparcie ich wojsk w zamian za zrzeczenie się swych praw do Inflant.
Stało się to pretekstem do wznowienia przez Polskę wojny z Rosją (1609–1618) i pod koniec września 1610 polskie oddziały hetmana Stanisława Żółkiewskiego zajęły Moskwę, a car został uwięziony i zmarł później w niewoli. W marcu 1611 przeciw Polakom zaczęło się zbierać pospolite ruszenie. Pierwszy zryw został krwawo stłumiony w sierpniu 1612. Polaków wyparło z miasta drugie pospolite ruszenie, zorganizowane w Niżnym Nowogrodzie. Powstanie kierowane było przez kupca Kuźmę Minina i księcia Dymitra Pożarskiego. Odsiecz Chodkiewicza nie dotarła na Kreml i Polacy skapitulowali 7 listopada 1612.
Następnie Sobór Ziemski, zwołany przez mieszczan i szlachtę rosyjską, obrał na cara księcia Michała Romanowa. Dał on początek nowej dynastii, panującej w Rosji do 1762, a licząc z liniami bocznymi – aż do 1917 roku.